# Forner crestat
El forner crestat (Furnarius cristatus) és una espècie d'ocell de la família dels furnàrids (Furnariidae) que viu en zones de sabana i garrigues de Paraguai i nord de l'Argentina.